# Lucas Luhr
Lucas Luhr (ur. 22 lipca 1979 roku w Mülheim-Kärlich) – niemiecki kierowca wyścigowy.

## Kariera
Luhr rozpoczął karierę w międzynarodowych wyścigach samochodowych w 1988 roku od startów w Niemieckiej Formule Opel Lotus, gdzie jednak nie zdobywał punktów. W późniejszych latach Niemiec pojawiał się także w stawce Niemieckiej Formuły Ford 1800, Niemieckiej Formuły 3, Formuły 3  – 100 Meilen von Hockenheim, Grand Prix Makau, Masters of Formula 3, Niemieckiego Pucharu Porsche Carrera, American Le Mans Series, Grand American Sports Car Series, 24-godzinnego wyścigu Le Mans, Porsche Supercup, 24h Nürburgring, Grand American Rolex Series, FIA GT Championship, Deutsche Tourenwagen Masters, VLN Endurance, FIA GT3 European Cup, FIA GT1 World Championship, Intercontinental Le Mans Cup, Continental Tire Sports Car Challenge, IndyCar, FIA World Endurance Championship, Blancpain Endurance Series oraz United Sports Car Championship.

## Wyniki w 24h Le Mans
| Rok  | Zespół                               | Partnerzy                          | Samochód            | Klasa   | Okr. | Poz. | Klasa Pos. |
| ---- | ------------------------------------ | ---------------------------------- | ------------------- | ------- | ---- | ---- | ---------- |
| 2000 | Dick Barbour Racing                  | Dirk Müller Bob Wollek             | Porsche 911 GT3-R   | GT      | 319  | DSQ  | DSQ        |
| 2002 | The Racer's Group                    | Kevin Buckler Timo Bernhard        | Porsche 911 GT3-RS  | GT      | 322  | 16   | 1          |
| 2003 | Alex Job Racing Petersen Motorsports | Sascha Maassen Emmanuel Collard    | Porsche 911 GT3-RS  | GT      | 320  | 14   | 1          |
| 2007 | Audi Sport Team Joest                | Mike Rockenfeller Alexandre Prémat | Audi R10 TDI        | LMP1    | 23   | NU   | NU         |
| 2008 | Audi Sport Team Joest                | Mike Rockenfeller Alexandre Prémat | Audi R10 TDI        | LMP1    | 374  | 4    | 4          |
| 2009 | Audi Sport North America             | Marco Werner Mike Rockenfeller     | Audi R15 TDI        | LMP1    | 104  | NU   | NU         |
| 2011 | Flying Lizard Motorsports            | Jörg Bergmeister Patrick Long      | Porsche 997 GT3-RSR | GTE Pro | 310  | 18   | 6          |
| 2013 | Jota Sport                           | Simon Dolan Oliver Turvey          | Zytek Z11SN-Nissan  | LMP2    | 319  | 13   | 7          |